# أوزفالدو بيرالتا
أوزفالدو بيرالتا (بالإسبانية: Osvaldo Peralta)‏ هو لاعب كرة قدم ومدرب كرة قدم باراغواياني في مركزي الدفاع وقلب الدفاع، ولد في 2 فبراير 1971 في San Pedro del Paraná ‏ في باراغواي. شارك مع منتخب باراغواي الأولمبي لكرة القدم ومنتخب باراغواي لكرة القدم. أما مع النوادي، فقد لعب مع سيرو بورتينيو ونادي ليفانتي.

## وصلات خارجية
- أوزفالدو بيرالتا على موقع الاتحاد الدولي (مؤرشف)  (الإنجليزية)
- أوزفالدو بيرالتا على موقع قاعدة بيانات كرة القدم.إي يو (الإنجليزية)
- أوزفالدو بيرالتا على موقع ناشيونال فوتبول تيمز (الإنجليزية)
- أوزفالدو بيرالتا على موقع أوليمبيديا (الإنجليزية)